# Bój w wąwozie La Belle Famille
Bój w wąwozie La Belle Famille – starcie zbrojne, które miało miejsce podczas wojny o kolonie amerykańskie. Zostało stoczone 24 lipca 1759 niedaleko na południe od Fortu Niagara, w okolicach dzisiejszego Youngstown w stanie Nowy Jork. W wyniku bitwy francuskie siły idące z odsieczą do oblężonego Fortu Niagara zostały zniszczone, co zmusiło fort do poddania się kilka dni później.